# Protoporphyrinogène oxydase
La protoporphyrinogène oxydase (PPO) est une oxydoréductase qui catalyse la réaction :
protoporphyrinogène IX + 3 O2  {\displaystyle \rightleftharpoons }  protoporphyrine IX + 3 H2O2.
Cette enzyme intervient à la septième étape de la biosynthèse de la protoporphyrine IX, précurseur du groupe héminique de l'hémoglobine, transporteur d'oxygène chez les animaux, et de la chlorophylle, pigment photosynthétique des plantes. Elle est présente chez tous les eucaryotes dans leurs mitochondries ; chez l'homme, elle est encodée par le gène PPOX et est exprimée dans le cœur, le cerveau, les poumons, le placenta, le foie, les muscles squelettiques, les reins et le pancréas. Des mutations du gène PPOX peuvent provoquer une maladie génétique grave, la porphyrie variegata (en).
Outre la variété mitochondriale, les plantes possèdent une isoenzyme chloroplastique. Chez les procaryotes, l'enzyme HemG des bactéries à Gram positif, absente des bactéries à Gram négatif, est apparentée à la PPO.